# Stade Arigis
Le stade Arigis (en italien, Stadio Arechi) est le principal stade de football de Salerne. Il tient son nom d'Arigis II de Bénévent, un personnage historique. 
Le stade a été construit en 1991 et comporte plus de 31 300 places assises.